# Spieglein, Spieglein…
Spieglein, Spieglein... war eine von der Focus TV Produktions GmbH produzierte Doku-Soap, die vom Fernsehsender VOX ausgestrahlt wurde. Von 17. März bis 9. Mai 2008 waren die Erstausstrahlungen der Sendung zu sehen, zu Beginn jeweils werktags am frühen Abend, später zum frühen Nachmittag.

## Aufbau und Inhalt
Die zunächst auf 25 Folgen ausgelegte Doku-Soap begleitete Menschen, die mit ihrem Aussehen nicht zufrieden waren und die daran etwas ändern wollten.
In den jeweils 60 Minuten langen Folgen wurden Ängste und Wünsche der Personen thematisiert. Zu Rate gezogene Diätberater, Kosmetiker, Schönheitschirurgen und Stylisten sprachen Empfehlungen aus und wurden teils auch direkt selbst aktiv. Ebenso gezeigt wurden die Reaktionen von Verwandten und Bekannten auf die geplanten und vorgenommenen Veränderungen. Schwerpunktmäßig dokumentierte Spieglein, Spieglein... jedoch die Vorgänge rund um die gezeigten operativen Eingriffe an Nasen, Bäuchen und Brüsten.
Zudem informierte die Sendung den Fernsehzuschauer zu Schönheitsthemen, Mode und Trends durch Einspieler mit prominenten Personen wie zum Beispiel dem Friseur Udo Walz oder Entertainer Wolfgang Lippert.

## Stellung und Erfolg
Spieglein, Spieglein... sollte im Rahmen einer Mitte Februar 2008 bekanntgegebenen Umstrukturierung des Nachmittags- und Vorabendprogramms des Kölner Fernsehsenders VOX ab 17. März 2008 als neues „Kernstück“ fungieren. Um Platz zu schaffen, wurden zwei andere Formate des Senders um jeweils eine halbe Stunde gekürzt.
Auf den Start der neuen Sendung machte VOX im Vorfeld mit Werbeanzeigen in „auflagenstarken sowie frauenaffinen“ Printmedien wie Glamour, TV Movie, Stern und Bravo aufmerksam. Daneben startete man ab 13. März 2008 bundesweit verschiedene Below-the-line-Kampagnen in Fitnessstudios, die zwei Wochen andauerten. Trotzdem wurden schon im Vorfeld Zweifel am Erfolg der Sendung laut, da kurz zuvor die ARD mit der ähnlich positionierten Produktion Bruce mit Bruce Darnell kaum Erfolg hatte.
Die Doku-Soap blieb direkt zum Sendungsbeginn mit einer Einschaltquote von 6,1 % aller Zuschauer in der werberelevanten Zielgruppe deutlich unter dem Senderschnitt von circa 8 %. Tags darauf konnte Spieglein, Spieglein... insbesondere bei jüngeren Zuschauern zulegen und kam infolgedessen knapp auf Senderschnitt. Damit war die Sendung zwar „[kein] Erfolg …, ein Totalausfall aber immerhin auch nicht mehr“.
Aufgrund der enttäuschenden Einschaltquoten wurde das Format schon nach einer Woche vom 17-Uhr-Sendeplatz in den frühen Nachmittag vorverlegt, die täglichen Wiederholungssendungen komplett ausgesetzt.

## Rezeption und Kritik
Entgegen den Angaben des Senders, den Weg verschiedener Menschen „zu einem besseren Lebensgefühl“ dokumentieren zu wollen, kritisierte der Tagesspiegel, es werde „niemand aufgehübscht, der hässlich ist. Sondern die Hübschen werden noch hübscher gemacht, optimiert sozusagen. Das schaut sich schöner an.“
Bei „all dem sprachlichen Unfug“, der in der Sendung zu vernehmen sei, könne der Auftritt eines vermeintlichen Experten wie Udo Walz nur als „unvermeidlich“ bezeichnet werden: „So ist der Irrsinn komplett“. Zudem „blubbere“ der Sprecher im Hintergrund „sinnentleert daher, immer wieder auf dem Grat zwischen Infamie und Irrsinn wandelnd“. Während der „Gruselzeit“ der Sendung sei das Zeigen der „Visagisten, Zahnärzte und Chirurgen bei ihrem grausigen Treiben … ganz besonders unheimlich“.
Alles in allem sei die Sendung damit nur „schwer zu ertragen, selbst bei den vielen schönen Menschen“. Die taz hält fest, man solle Spieglein, Spieglein... „besser verpassen!“
Mitarbeiter des Fachbereichs Medienwissenschaft der Universität Trier fragten sich angesichts des 2008 getroffenen Entschlusses der Kommission für Jugendmedienschutz, dass derartige Sendungen erst ab 23 Uhr ausgestrahlt werden dürfen, warum Spieglein, Spieglein... schon im nachmittäglichen Programm laufen könne. VOX gab zur Erklärung zu Protokoll, dass „ebenso negative Auswirkungen (z. B. Schmerzen, Unzufriedenheit mit dem Resultat einer OP) gezeigt [würden] und die Sendung … somit auch als Abschreckung und nicht als Verherrlichung solcher Operationen [diene]“. Trotzdem bleibt den Medienwissenschaftlern die Entscheidung, Spieglein, Spieglein... zu einer für alle zugänglichen Uhrzeit auszustrahlen, „fragwürdig“. Es würde vermittelt, dass ausschließlich äußere Werte wichtig sind.
Diesem Urteil schließt sich auch die Soziologin Paula-Irene Villa an. Sie hält die Sendung für problematisch, da sie „chirurgische Eingriffe etwa zur Brustvergrößerung oder zur Entfernung einer ‚Fettschürze‘ dramaturgisch und rhetorisch gleich mit dem ‚Styling‘ beim (Star-)Friseur oder der ‚Auffrischung‘ von Brustwarzen durch eine mittelfristig haltbare Hautbehandlung mit Farbpigmenten“ setze. Die plastische Chirurgie, einst hauptsächlich zur Korrektur von Mängeln nach medizinischer Indikation zuständig, mutiere hier zur „Wellness-Dienstleistung am Kunden“. Weiterhin werde das vom Sender proklamierte „bessere Lebensgefühl“ immer als eng verbunden mit beruflichem Erfolg und ökonomischer Stellung dargestellt.